# Kärleksbarn
Kärleksbarn betydde ursprungligen ”ett oplanerat (men älskat) barn ofta fött utanför äktenskapet”.
Ordet har genomgått en betydelseförändring, och har numera också börjat betyda älskat barn och efterlängtat barn, då samlevnadsförhållandena idag är annorlunda jämfört med när ordet användes som flitigast.
Ordet ”kärleksbarn” är ett tydligt exempel på sambandet mellan språk och samhällsutveckling.